# Richard H. Kline
Richard Howard Kline (* 15. November 1926 in Los Angeles, Kalifornien; † 7. August 2018 ebenda) war ein US-amerikanischer Kameramann.

## Leben
1943 beendete Kline die Highschool. Von 1944 bis 1946 diente er in der United States Navy. Der Sohn des Kameramanns Benjamin H. Kline begann seine Karriere als Camera Operator (einfacher Kameramann) und Camera Assistant (Kameraassistent) unter anderem in den Filmen Opium von 1948, Das skandalöse Mädchen von 1950 und In 80 Tagen um die Welt von 1956, mit David Niven in der Hauptrolle. Seinem Vater war es gelungen, ihn in der Kameraabteilung von Columbia Pictures unterzubringen.
Seit 1964 fungierte Kline als Director of Photography (Chef-Kameramann), zunächst für mehrere Fernsehproduktionen.
Zweimal war Kline für den Oscar nominiert, zuerst 1968 für Camelot – Am Hofe König Arthurs, danach 1977 für King Kong. Beide Male ging er leer aus. Im Jahr 2006 erhielt er für sein Lebenswerk den ASC Lifetime Achievement Award. Insgesamt war er als Chefkameramann an mehr als 50 Produktionen beteiligt.
Kline war Vater zweier Kinder. Er verstarb im Alter von 91 Jahren.

## Filmografie (Auswahl)
- 1948: Opium (To the Ends of the Earth) (Kameraassistent)
- 1951: Der rote Falke von Bagdad (The Magic Carpet) (einf. Kameramann)
- 1966: Die Schreckenskammer (Chamber of Horrors)
- 1967: Camelot – Am Hofe König Arthurs (Camelot)
- 1968: Hängt ihn höher (Hang ’Em High)
- 1968: Der Frauenmörder von Boston (The Boston Strangler)
- 1969: Matzoukas, der Grieche (A Dream of Kings)
- 1969: Gaily, Gaily
- 1970: Whisky brutal (The Moonshine War)
- 1971: Andromeda – Tödlicher Staub aus dem All (The Andromeda Strain)
- 1971: Opa kann’s nicht lassen (Kotch)
- 1972: Hammersmith ist raus (Hammersmith Is Out)
- 1972: Kalter Hauch (The Mechanic)
- 1973: … Jahr 2022 … die überleben wollen (Soylent Green)
- 1973: Der Don ist tot (The Don is Dead)
- 1973: The Harrad Experiment
- 1973: Die Schlacht um den Planet der Affen (Battle for the Planet of the Apes)
- 1974: Der Killer im Kopf (The Terminal Man)
- 1974: Das Gesetz bin ich (Mr. Majestyk)
- 1975: Mandingo
- 1975: Ein stahlharter Mann (Hard Times)
- 1976: Won Ton Ton – der Hund, der Hollywood rettete (Won Ton Ton: The Dog Who Saved Hollywood)
- 1976: King Kong
- 1978: Teufelskreis Alpha (The Fury)
- 1978: Dreckige Hunde (Who’ll Stop the Rain)
- 1979: Star Trek: Der Film (Star Trek: The Motion Picture)
- 1980: Das große Finale (The Competition)
- 1981: Heißblütig – Kaltblütig (Body Heat)
- 1982: Der Mann ohne Gnade (Death Wish II)
- 1983: Atemlos (Breathless)
- 1983: Das Bombengeschäft (Deal of the Century)
- 1984: Solo für 2 (All of Me)
- 1985: Der Verrückte mit dem Geigenkasten (The Man with One Red Shoe)
- 1986: Gangster Kid (Touch and Go)
- 1986: Howard – Ein tierischer Held (Howard the Duck)
- 1988: Meine Stiefmutter ist ein Alien (My Stepmother Is an Alien)
- 1990: Downtown
- 1991: Geballte Ladung – Double Impact (Double Impact)
- 1997: Wally Sparks – König des schlechten Geschmacks (Meet Wally Sparks)